# العلاقات الجنوب سودانية الفانواتية
العلاقات الجنوب سودانية الفانواتية هي العلاقات الثنائية التي تجمع بين جنوب السودان وفانواتو.

## مقارنة بين البلدين
هذه مقارنة عامة ومرجعية للدولتين:
| وجه المقارنة                                              | جنوب السودان                  | فانواتو                                  |
| --------------------------------------------------------- | ----------------------------- | ---------------------------------------- |
| المساحة (كم2)                                             | 619.75 ألف                    | 12.19 ألف                                |
| عدد السكان (نسمة)                                         | 12.58 مليون                   | 276.24 ألف                               |
| الكثافة السكانية (ن./كم²)                                 | 20.3                          | 22.66                                    |
| العاصمة                                                   | جوبا                          | بورت فيلا                                |
| اللغة الرسمية                                             | لغة إنجليزية                  | اللغة البسلاما، لغة فرنسية، لغة إنجليزية |
| العملة                                                    | جنيه جنوب سوداني، جنيه سوداني | فاتو فانواتي                             |
| الناتج المحلي الإجمالي (بليون دولار)                      | 2.90 مليار                    | 862.88 مليون                             |
| الناتج المحلي الإجمالي (تعادل القوة الشرائية) بليون دولار | 22.88 مليار                   | 790.76 مليون                             |
| الناتج المحلي الإجمالي الاسمي للفرد دولار أمريكي          | 73                            | 2.81 ألف                                 |
| الناتج المحلي الإجمالي للفرد دولار أمريكي                 | 2.02 ألف                      | 3.03 ألف                                 |
| مؤشر التنمية البشرية                                      | 0.467                         | 0.594                                    |
| رمز المكالمات الدولي                                      | +211                          | +678                                     |
| رمز الإنترنت                                              | .ss                           | .vu                                      |
| المنطقة الزمنية                                           | ت ع م+03:00                   | ت ع م+11:00                              |

## منظمات دولية مشتركة
يشترك البلدان في عضوية مجموعة من المنظمات الدولية، منها:
| علم المنظمة | اسم المنظمة                        | تاريخ انضمام جنوب السودان | تاريخ انضمام فانواتو |
| ----------- | ---------------------------------- | ------------------------- | -------------------- |
|             | يونسكو                             | 27 أكتوبر 2011            | 10 فبراير 1994       |
|             | مؤسسة التمويل الدولية              | 18 أبريل 2012             | 28 سبتمبر 1981       |
|             | مؤسسة التنمية الدولية              | 18 أبريل 2012             | 28 سبتمبر 1981       |
|             | وكالة ضمان الاستثمار متعدد الأطراف | 18 أبريل 2012             | 27 يوليو 1988        |
|             | الاتحاد البريدي العالمي            | ?                         | ?                    |
|             | الاتحاد الدولي للاتصالات           | 3 أكتوبر 2011             | 30 مارس 1988         |
|             | الأمم المتحدة                      | 14 يوليو 2011             | 15 سبتمبر 1981       |
|             | البنك الدولي للإنشاء والتعمير      | 18 أبريل 2012             | 28 سبتمبر 1981       |

## وصلات خارجية
- موقع وزارة الخارجية الجنوب سودانية